# Транспортне осідання
Транспортне осідання (рос. транспортная осадка; англ. transit draft; нім. Verkehrstiefgang m) 
1. Осідання наземного транспортного засобу під впливом ваги вантажу та власної ваги, що зменшує його кліренс.
2. Осідання плавної напівзануреної бурової платформи при її транспортуванні.
3. Осідання судна під власною вагою і вагою вантажу (ватерлінія).